# La Molina
|  | Per a altres significats, vegeu «Molina». |

La Molina és una entitat de població del municipi d'Alp, a la Baixa Cerdanya. Situada a la sortida del túnel ferroviari de Toses, a la capçalera del riu d'Alp (o riera de la Molina), les seves cotes d'altitud es troben entre els 1.400 msnm i els 1.700 msnm. La seva població era de 424 habitants l'any 2005 i de 522 habitants l'any 2021.
La Molina va néixer gràcies als precursors de la pràctica dels esports d'hivern i ha crescut al voltant de l'estació d'esquí del mateix nom (la Molina), que ofereix els serveis típics d'esquí, snowboard, i altres relacionats amb la neu, però també per a gaudir d'unes vacances d'estiu a la muntanya. La neu que cobreix el paisatge bona part de l'any fa que sigui el principal recurs econòmic, que comporta una important afluència de turistes durant l'hivern, fet que fa que aquest indret es trobi sotmès a una forta pressió humana (urbanística, de freqüentació, esports d'hivern...). Actualment una complexa xarxa de pistes forestals i remuntadors permeten assolir dos cims destacats: el Puigllançada (2244 msnm a la capçalera del torrent Negre) i la Tosa (prop de 2531 msnm).
La Molina disposa de dos nuclis principals. El primer, conegut com "l'Estació", es troba a 1.500 msnm, al voltant de l'estació de tren de la línia fèrria Ripoll-Puigcerdà. Està format per diversos blocs d'apartaments construïts durant més de cinc dècades, alguns xalets i un grapat de comerços. La manca de neu va fer que es tanquessin els telecadires i les pistes que permetien esquiar fins a la zona de l'estació i avui és només una zona residencial sense instal·lacions per a l'esquí. A la cota 1.700, on realment comencen les pistes i els remuntadors, hi ha la urbanització Supermolina formada per blocs d'apartaments, hotels i comerços. És la veritable base de l'estació d'esquí de la Molina, on es troben la gran majoria de serveis i instal·lacions turístiques i es continua construint actualment. La zona entre els dos nuclis té disseminats altres hotels, apartaments o xalets més o menys al voltant de la carretera que uneix la cota 1500 (estació) amb la cota 1700 (Super Molina).

## Turisme

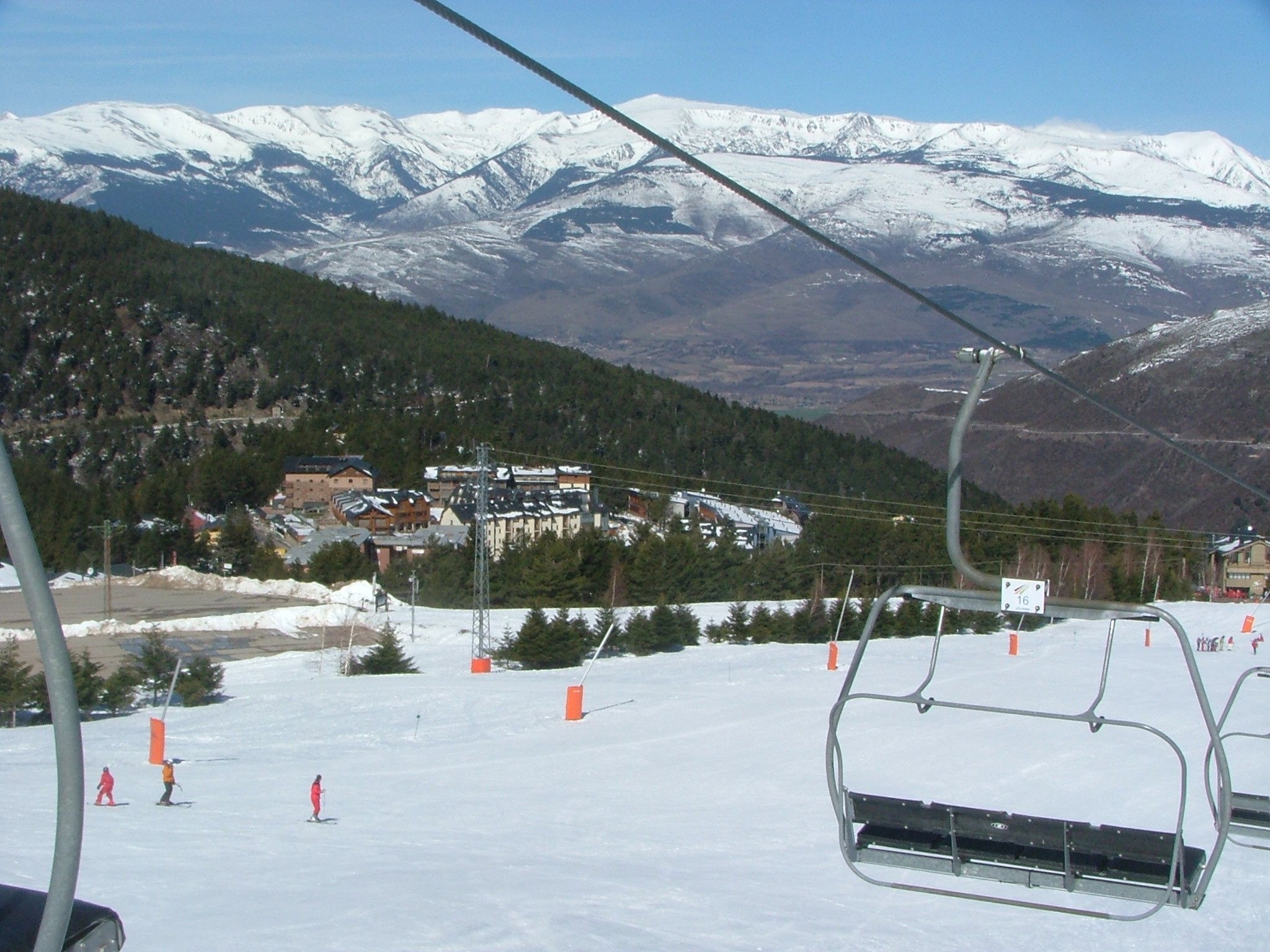
L'estació d'esquí

La cota 1.700 (Super Molina) té diversos accessos a les pistes d'esquí. El principal és l'aparcament d'Alp 2500 d'on es pot accedir al telecabina Alp2500 que puja fins a 2.300 msnm a la muntanya de la Tosa d'Alp i que permet la connexió amb la veïna estació de Masella, ambdues formen el domini conegut com a Alp 2500. Des d'aquest punt també s'accedeix a altres telecadires (Cap de Comella, Font Canaleta o Trampolí) que permeten accedir a zones de debutants o bé pujar fins a cotes altes a la muntanya del Puigllançada. Tot seguint la carretera que puja a la Collada de Toses trobarem altres aparcaments amb els seus propis remuntadors, tots permetent accessos a diferent àrees del Puigllançada: Pista Llarga (zona de debutants), Roc Blanc (estadi de competició) i Alabaus (zona de free-style). Per sota la cota 1700 hi ha alguns remuntadors i pistes abandonats (antics esquiant a les zones baixes i a l'estació de tren).
Malgrat tenir unes condicions d'innivació complicades (molt vent i poques precipitacions) la Molina aconsegueix tenir una temporada d'esquí turística per sobre els 4 mesos gràcies a una xarxa molt extensa de canons de neu produïda. Les instal·lacions mecàniques són força modernes gràcies a les inversions de principis del segle xxi i permeten un accés ràpid a la muntanya i amb poques cues. La crisi econòmica ha deixat alguns projectes ja iniciats pendents d'executar (telecabina fins al cim de la Tossa d'Alp o telecadira d'accés al Coll de Pal).
A la Molina hi ha la capella de la Mare de Déu de les Neus, obra del 1952 d'estil neoromànic, d'una nau amb absis semicircular. La caracteritza el seu petit campanar d'espadanya de doble ull, cobert a dues aigües amb un pronunciat ràfec, i el porxo davant la portalada, amb els seus arcs de mig punt sostinguts per columnes llises.

## Història
L'origen del nom el trobem l'any 1751 quan es documenta la subhasta per a la construcció i explotació d'una “molina” o serradora moguda per la força de l'aigua. En tot cas, el nucli modern nasqué a redós de l'arribada dels primers esquiadors a partir de les primeries del segle xx.
La seva trajectòria com a centre d'esquí i estiueig va començar el 1925 amb la construcció del xalet del Centre Excursionista de Catalunya, moment a partir del qual es consolidà com estació d'esquí pionera a l'Estat Espanyol. El 1942 s'inaugurà el primer telesquí de l'estat Espanyol a Font Canaleta i successivament s'hi anaren instal·lant altres entitats esportives i obrint noves instal·lacions, les quals foren significatives a partir de 1976 i 1977. La reforma més recent ha estat la unió, a través del cim de la Tosa, amb la veïna estació de Masella en el domini Alp 2500.

## Entorn natural
La Molina es troba en una ubicació d'alta muntanya, situada dins el Pirineu axial, ja que els materials que configuren les serres que l'envolten són datats en el Paleozoic i són bàsicament calcàries i pissarres.
El paisatge que presenta la Molina és molt diferent a mesura que passen les estacions. Durant l'hivern i la primavera, el verd fosc dels pins contrasta amb la neu, mentre que a l'estiu, el to general és un verd jove que retorna la vida a uns paisatges col·lapsats pel fred bona part de l'any.
Els massissos de la Tosa d'Alp i de Puigllançada constitueixen un sistema extens i elevat, bona part del qual queda per damunt dels 2.000 msnm. El relleu de les parts culminants, adopta formes suaus i arrodonides, resultat d'un modelat de tipus glacial, especialment evident en diversos indrets del vessant septentrional: circs de Comabella, Coma Oriola i Coma Pregona.
Les comes esmentades constitueixen precisament les capçaleres dels torrents que drenen el massís, el més important dels quals és la Torrentada del Coll de Pal, que separa la Tosa d'Alp del Puigllançada: aquest és el principal afluent per l'esquerra del riu d'Alp i constitueix, en el seu tram el Sitjar - Alp, el límit NE de la zona.
Per sota dels 1.700 msnm, aproximadament, el relleu esdevé trencat i abrupte, a conseqüència del predomini, de nou, del modelat fluvial. Tanmateix, les característiques diferents de duresa dels materials silicis (pissarres, esquists), molt estesos en aquesta zona, contribueixen també a suavitzar força el relleu.
Les principals comunitats vegetals identificades són pinedes de pi negre (Rhododendro Vaccinion) sobre terrenys calcaris amb espècies calcícoles com la seslèria (Sesleria coerulea) o la pulsatil·la blanca (Pulsatilla alpina ssp. alpina), els de prats d'alta muntanya amb ussona (Festuca gautieri), així com altres gramínies i les comunitats de tarteres i pedrusques subalpines i alpines.

### Geologia
Com a trets rellevants es pot assenyalar el predomini de materials calcaris, però també les importants extensions assolides pels terrenys silicis.
Els materials més freqüents que trobem als massissos de la Tosa d'Alp i el Puigllançada són calcàries compactes: roques dures i massisses, en general de tons clars, però de colors força variats (blanquinoses, rogenques, grisenques...) localment alternant amb altres tipus de materials. Aquestes característiques les fan especialment resistents a l'erosió i, per tant, no és estrany que es trobin a les zones més elevades de la zona.
Els terrenys que basteixen les parts basals del massís de la Tosa d'Alp, així com les parts baixes del vessant esquerre de la vall de la Molina i tot el vessant dret està format per roques silícies esquistoses, materials primaris amb predomini dels silicats, que inclouen diferents tipus de roques (pissarres, esquists…) d'edats diferents (Ordovicià, Silurià, Carbonífer…), amb reacció lleugerament àcida que donen lloc a formes suaus de relleu.

## Clima
L'estació de la Molina es pot considerar representativa del clima d'alta muntanya o alpí. Una gran part de les precipitacions es fan en forma de nevades. Es caracteritza pels hiverns durs i llargs, sense un període tèrmic estival marcat. Es caracteritza per presentar un notable gradient tèrmic altitudinal.
A la Molina els mesos de gener i febrer són els que presenten un percentatge de dies amb temperatures mitjanes mensuals més baixes. Els valors negatius de les temperatures mínimes es perllonguen de novembre fins al mes d'abril, però amb períodes intermedis d'escalfament. Les temperatures mínimes poden assolir els -12 °C. Els valors de la temperatura són molt irregulars d'un any a l'altre i sembla que en els darrers anys hi ha una clara tendència a l'alça.
La precipitació presenta gran irregularitat durant els mesos d'hivern. Malgrat tractar-se d'una zona d'alta muntanya, la permanència de neu sobre el sòl no és molt alta. El 70% dels dies de gener i febrer presenten neu sobre el sòl, mentre que al desembre i el març aquest valor és del 50% i al mes d'abril baixa fins al 35%. 
Les dades pluviomètriques indiquen que els màxims de precipitació anual a l'estació de la Molina es recullen durant els mesos d'estiu amb xàfecs tempestuosos intensos i breus. Una altra característica d'aquestes precipitacions és la irregularitat interanual, de manera que alternen estius francament secs (influència mediterrània) amb altres francament humits.
Els vents són d'intensitat elevada a les zones altes de la Molina on s'han mesurat ràfegues de 187,5 km/h. Pel que fa al nombre de dies amb vents importants durant la temporada d'hivern és considerable, del 14% al 27%, i la majoria d'episodis amb vents forts provenen del N-NW.

## Vegetació
Tenint en compte les característiques orogràfiques, climàtiques i biològiques la zona de la Molina pertany a la regió biogeogràfica eurosiberiana.
El paisatge vegetal típic de l'estatge alpí és el dels prats naturals o alpins, acompanyats de la pròpia de les roques i tarteres, on destaquen el julivert d'isard (Xatardia scabra), endèmic de la zona, l'orella d'os (Ramonda myconi) i la corona de rei (Saxifraga longlifolia) i a la seva part baixa, arbusts de mida petita com el ginebró (Junniperus nana), els quals suporten bé el gruix del mantell nival.
A la primavera, la flora està representada per una multitud de formes i colors: els primerencs i rosa-ataronjats safrà de muntanya (Crocus albiflorus) i bulbocodi (Bulbocodium vernum), les acampanades gencianes (Gentiana acaulis, G. pyrenaica, G. verna) de tons blaus més o menys intensos, la regalèssia de muntanya (Trifolium alpinum), l'àster alpí (Aster alpinum), la diminuta i rogenca silene (Silene acaulis) o la curiosa orquídia negra (Nigritella nigra). Menys vistoses però no poc rellevants per al bestiar a l'estiu són les comunitats de gramínies presents als prats, festuca supina (Festuca supinae), les poes (Poa alpina) i Avena montana.
A l'estatge subalpí hi són presents els primers arbres i està caracteritzat per la pineda de pi negre, espècie molt ben adaptada a la cruesa del clima hivernal (neu, vent, baixes temperatures). Al seu sotabosc hi abunda el neret (Rhododendron ferrugineum), el qual colonitza els terrenys àcids (granítics o esquistosos) així com el bàlec i la boixerola (Arctostaphylos uva-ursi), que forma catifes de petites flors blanques bàsicament en sòls calcaris. La pineda acompleix diverses funcions importants com les de refugi de fauna d'una certa raresa i escassetat, la fixació del sòl, la retenció d'aigua i la protecció contra les allaus.
Sobre substrats silicis que queden entre l'estatge alpí i subalpí, creix un matoll secundari de ginebró amb bàlec i/o boixerola (Genisto-Artostaphileum).

## Fauna
Els principals hàbitats faunístics són l'herbaci, el forestal i el rupícola.
En el biòtop herbaci de prats i pedregars alpins i subalpins, hi destaca la gran presència d'ortòpters i micromamífers durant l'estiu, situació que afavoreix la presència de diverses espècies d'ocells (alguns nidificants) o mamífers que se n'alimenten.
En el biòtop forestal de boscos alpins i subalpins destaquen el gall fer (Tetrao urogallus), espècie molt sensible, el picot garser gros, el picot negre, el picot verd, el mussol pirinenc, així com diverses espècies de rapinyaires i fringíl·lids que crien en aquest biòtop. Entre els mamífers es poden detectar la mostela, la guineu, el senglar, l'esquirol comú i altres rosegadors.
En el biòtop rupícola de rocs i penyals subalpins, les espècies més representatives són el trencalòs (Gypaetus barbatus) i l'isard.
La comunitat d'amfibis i rèptils està empobrida atesa l'absència de punts d'aigua i la durada de l'estació vegetativa. En qualsevol cas destaca la possible presència del llangardaix pirinenc (Lacerta agilis) o la presència d'un coleòpter caràbid endèmic de la zona (Trechus meregalli), que viu als prats alpins de la Tosa.